# Demodulazione
Con demodulazione si intende quell'attività nel campo delle telecomunicazioni, con la quale si estrae il segnale utile o modulante, noto anche come segnale in banda base, da un segnale modulato sulla portante. La sua operazione rappresenta l'inverso della modulazione, consentendo la ricostruzione del segnale originale.
La progettazione e il funzionamento dei dispositivi di demodulazione sono strettamente correlati al tipo di modulazione utilizzato e alla frequenza del segnale. A seconda delle esigenze, sono impiegati differenti dispositivi e schemi circuitali.

## Tipi di demodulazione
Tra le diverse categorie di demodulatori, due sono particolarmente rilevanti: quelli per segnali modulati in ampiezza e quelli per segnali modulati in frequenza.
Per quanto riguarda i dispositivi di demodulazione per segnali modulati in ampiezza, si possono distinguere il demodulatore di inviluppo e il demodulatore coerente o sincrono. Quest'ultimo offre una maggiore precisione grazie alla sua capacità di mantenere la sincronizzazione con la portante.
Nei dispositivi di demodulazione per segnali modulati in frequenza, invece, si fa spesso riferimento al termine "discriminatore". Questi dispositivi possono adottare diversi schemi, tra cui il discriminatore risonante, il discriminatore bilanciato e altri, ognuno con caratteristiche specifiche che lo rendono adatto a determinate applicazioni.